# 四式十五糎自走砲
四式十五糎自走砲（よんしきじゅうごせんちじそうほう）は、第二次世界大戦時の大日本帝国陸軍の対戦車自走砲。

## 概要

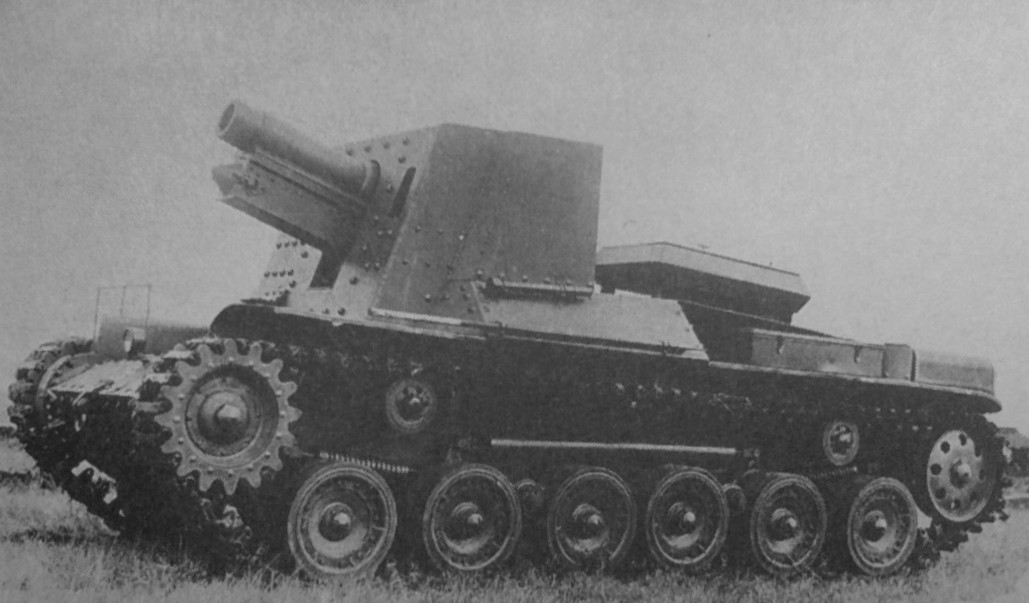
四式十五糎自走砲、側面

ホロ（ホロ車）は、1944年（昭和19年）7月に陸軍技術本部にて開発が始まった。旧式となった15cm級重榴弾砲に機動性を持たせ、有効活用しようという経緯があり、 同年8月には早くも試作車が完成、主砲である三八式十五糎榴弾砲は砲架ごと九七式中戦車 チハ（チハ車）の車体に搭載されていた。同時期各国の自走砲の例に漏れず、戦闘室の上部構造物はオープントップ式で上面と背面の装甲は無い。
本車に搭載された照準器は直接照準射撃が可能なものであり、ベースには九七式五糎七戦車砲用の照準眼鏡を用い、焦点鏡目盛を交換した。これは3,000mまで照準できる縦目盛と、左右各100milの方向目盛が刻まれたものである。また、間接射撃用として車長が使う照準眼鏡があり、これは三八式十五糎榴弾砲の既存装備品であった。方向射界（旋回角）は左右3度、高低射界（仰俯角）は-10度～+20度、後座長は590mmであった。砲弾は戦闘室および機関室上部の砲弾箱にそれぞれ搭載された。搭載弾数は車内16発と後部車体上の弾薬箱に12発の計28発である。防盾上部には機銃懸架台がある車輌もあった。

## 実戦
開発当時、フィリピンをアメリカ軍との一大決戦場とする「比島決戦」（フィリピン防衛戦）を唱えていた日本軍は、ホロを直ちに四式十五糎自走砲として制式化し、早急に戦力としてフィリピンに送ることを決定した。三菱重工業で生産が行われ、終戦までに12-25輌が生産されている。
最初の実戦部隊の編成に当たっては陸軍野戦砲兵学校から要員が選抜され、1944年12月8日にホロ3門を装備する第1自走砲中隊（中隊長鷲見文男中尉）の編成が行われた。
また、終戦直前に陸軍は来るべき本土決戦に向けて三式砲戦車 ホニIII（ホニIII車）とホロを基幹とする10個独立自走砲大隊の整備を構想した。実際に野戦砲兵学校での要員教育と自走砲の配備が開始されたが、整備が完了しないうちに敗戦となった。ホロは各部隊合計で10輌程度が配備された。

### フィリピン防衛戦

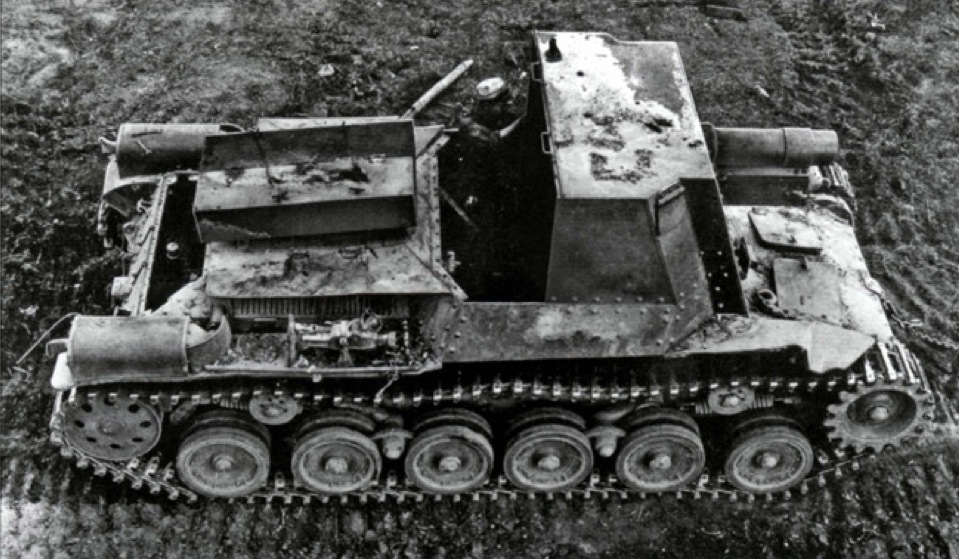
上面。オープントップの戦闘室。機関室の上の箱は弾薬箱。

第1自走砲中隊は早急にフィリピンへ送られることとなり、1944年12月22日、ヒ85船団加入の輸送船「青葉山丸」に乗ってルソン島へ向け出発した。「青葉山丸」は12月30日にルソン島サンフェルナンドでの揚陸作業中にアメリカ軍機による空襲を受け、被弾沈没。中隊はホロ1輌と多くの装備品を失ってしまった。なんとか揚陸できたホロ2輌と中隊は、第14方面軍直轄の第14方面軍仮編自走砲中隊（鷲見隊）として再編成され、同地の独立戦車第8中隊（新砲塔チハ装備）と共にクラーク地区で飛行場防衛任務に就いた。
独立戦車第8中隊はクラークフィールド飛行場を守備し、自走砲中隊は隣接するクラークマルコット飛行場を防衛するよう命令された。鷲見中隊は途中空襲にあって被害を出したが、1945年（昭和20年）1月20日頃に現地へ到着し、警備を開始した。自走砲中隊のホロ2輌は飛行場に近い二の谷（一の谷から六の谷まであった）に段列を配置、ここを陣地として飛行場を守備した。段列は空襲による損害を受けておらず、弾薬は豊富であった。第2分隊と第3分隊から成る2輌のホロは、連日陣地から飛行場へ出撃し砲撃を行った。
1月27日、M4中戦車との対戦車戦闘が発生した。激しい砲爆撃の状況で、飛行場は爆煙と吹き上げる土砂に覆われ非常に視界が悪かった。このため自走砲は200mから300mという至近距離での各個戦闘を余儀なくされた。2輌のホロは砲撃の後に数分で陣地変換し、すぐさま砲撃に移るという機動戦闘を行った。弾種は榴弾であるが、1945年3月20日付けの「敵軍戦法情報」によれば、野戦重砲の榴弾が敵戦車に命中した場合「必ズ炎上ス」としている。この戦闘でアメリカ軍の攻撃を撃退したが、鷲見中隊長が胸部を負傷、ほか5名が負傷して中隊の戦力は低下した。
1月29日午後2時、アメリカ軍は独立戦車第8中隊に対して攻撃発起した。自走砲中隊は守備の援護射撃を命令されたが、戦場は砲爆撃により錯綜、さらに敵観測機が警戒している状況であった。ホロは爆煙の中で100mから200mほど頻繁に位置を変える機動戦闘を行った。砲煙をすかしての対戦車戦闘の結果、敵戦車7両の撃破が確認された。これは独立戦車第8中隊との共同戦果であった。同日午後6時頃、陣地への後退を決意した第2分隊のホロはM4中戦車3両と遭遇したが、ホロはエンジンを止めており、M4中戦車はその存在に気が付いていなかった。乗員は進退をどうするべきか決めかねていたが、やがてM4中戦車は自走砲の方へと進みはじめ、これを見た第2分隊のホロは2発を発砲。全速力で路上を突破した。暗闇に助けられM4中戦車から直撃は受けなかったものの、榴弾の破片により指揮官小幡少尉が戦死、安藤曹長が重傷を負い、弾薬手2人と操縦手も負傷した。この日の戦闘でアメリカ軍はマルコット飛行場を占領した。中隊は三の谷と四の谷へ後退し、戦闘を継続した。
2月8日、マルコット飛行場から敵戦車が二の谷を攻撃。迎撃のため第2分隊のホロが出撃したが、谷間を移動するホロは山上からのM2重機関銃による集中射撃を受け、乗員4名戦死。ホロは大破炎上した。残った第3分隊のホロは3月初旬ごろ、M4中戦車との対戦車戦闘において撃破された。部隊残余は歩兵として終戦まで山岳地帯で戦った。

## 派生型
正式な型式はつけられていないが本車には試製型と量産型の2種類が確認されている。
試製型はフィリピンに送られた車両で実戦を見た車両であり、一方の量産型は本土温存で実戦を見ていない車両である。
確認できる資料や写真からして生産されたホロ車のほとんどがこの量産型と見られる。このうち試製型の中で弾薬庫がひし形をしているのを確認できるが、試製型はすべて比島に送られたと思われるため、開発段階でひし形の弾薬庫を廃止したのではと覗える。その車両が試製型であると言い切れる理由は車両前面で装甲を接着させるリベット数から断言できる。
　量産型の変更点は以下の通り。

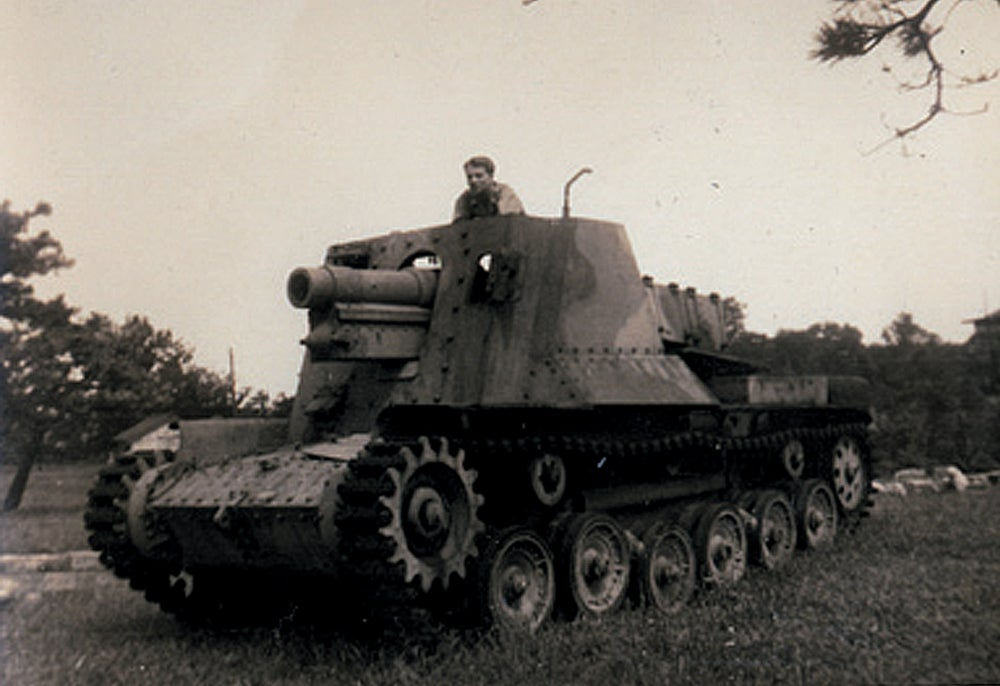
防盾拡張し、弾薬庫大型化の型防盾上部に機銃懸架台がある。

・側面防盾が拡張され、車体後部弾薬庫を大型化、弾薬取り出し口を上部から左側面へ変更した。
・車両前面で装甲を接着させるリベット数とは配置が異なっている。
　量産型は部隊配備されていたことは分かっているが、詳細はいまだに不明である。1両が戦車第二八連隊＜第五中隊（自走砲中隊）の一部と推測＞して配備されていたことは元連隊員の発言及び写真などの資料で確認が取れている。
　全体（試製型+量産型）としていくつ生産されていたかはまだ議論の対象であり、少なくて12両多くて25両と言われている。

## 現存車輛
アメリカ・マサチューセッツ州ストウのアメリカン・ヘリテージ・ミュージアムに唯一の現存車両が展示されている。この車両はルソン島の戦いの際に鹵獲された車輌で、現在国立海兵隊博物館から貸し出されている

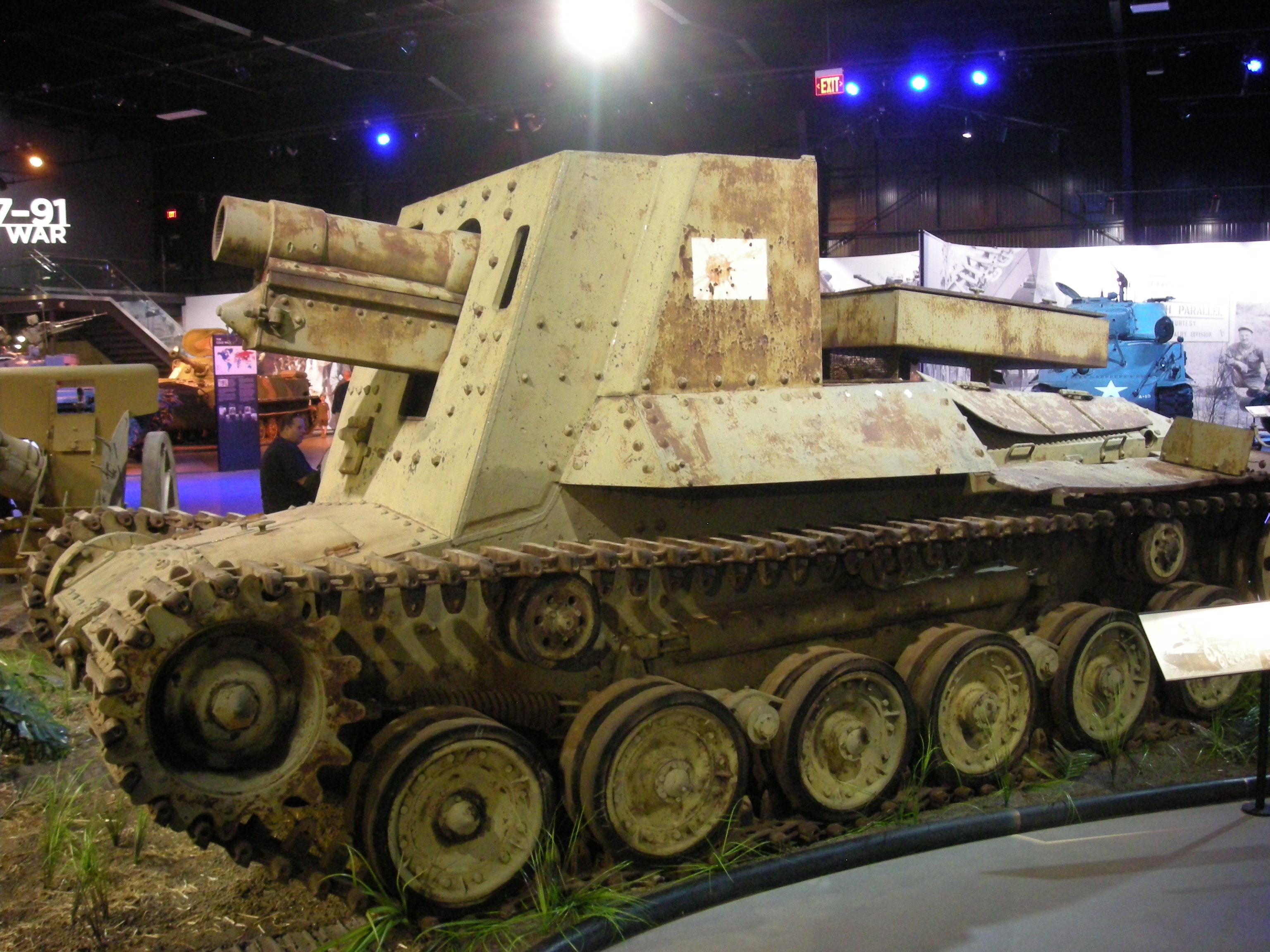
ルソン島の戦いで鹵獲されたホロ。